# Hatsumōde

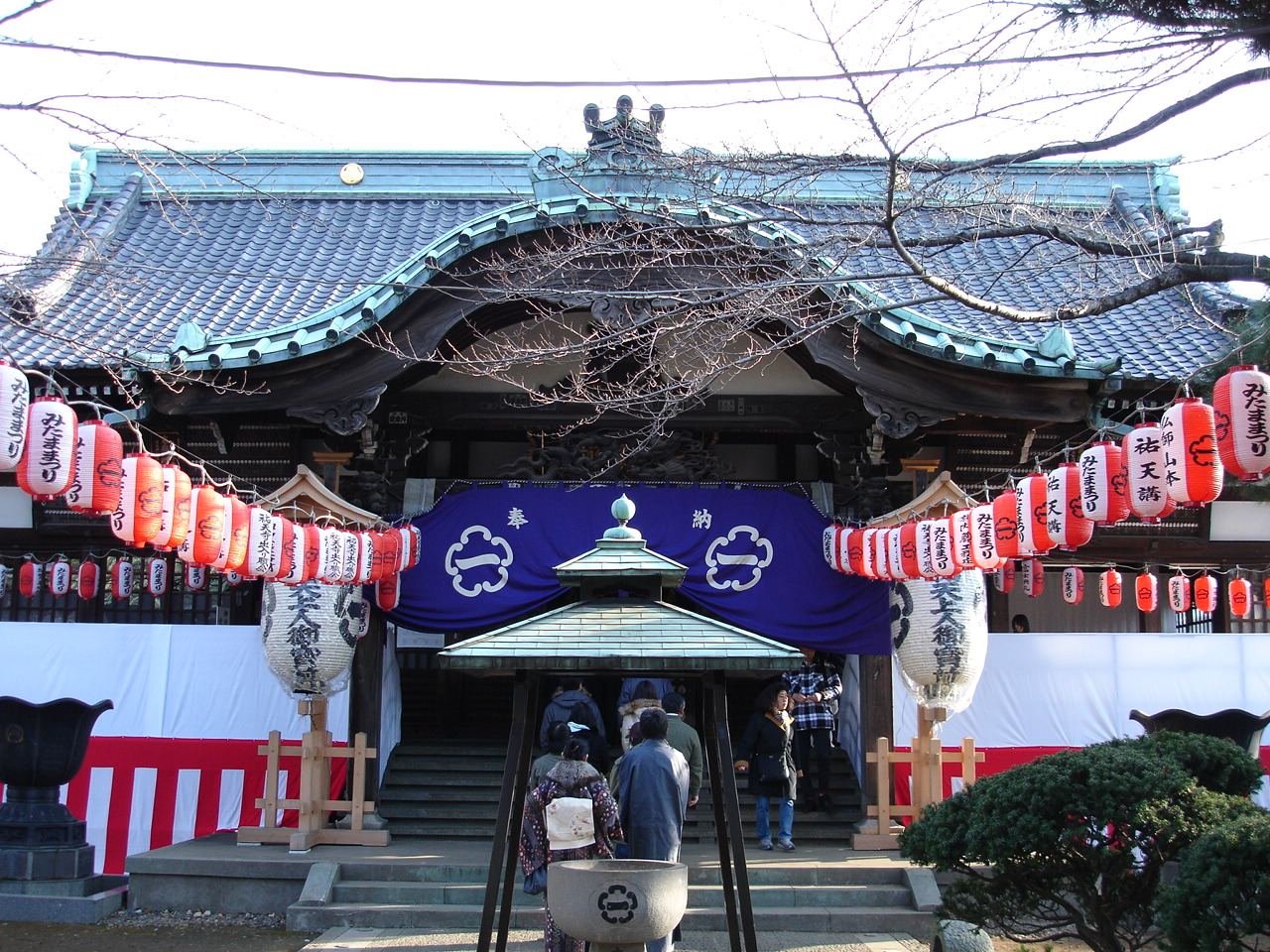
Hatsumōde am Yūten-ji (祐天寺) im Meguro-ku (Tōkyō), 1. Januar 2007

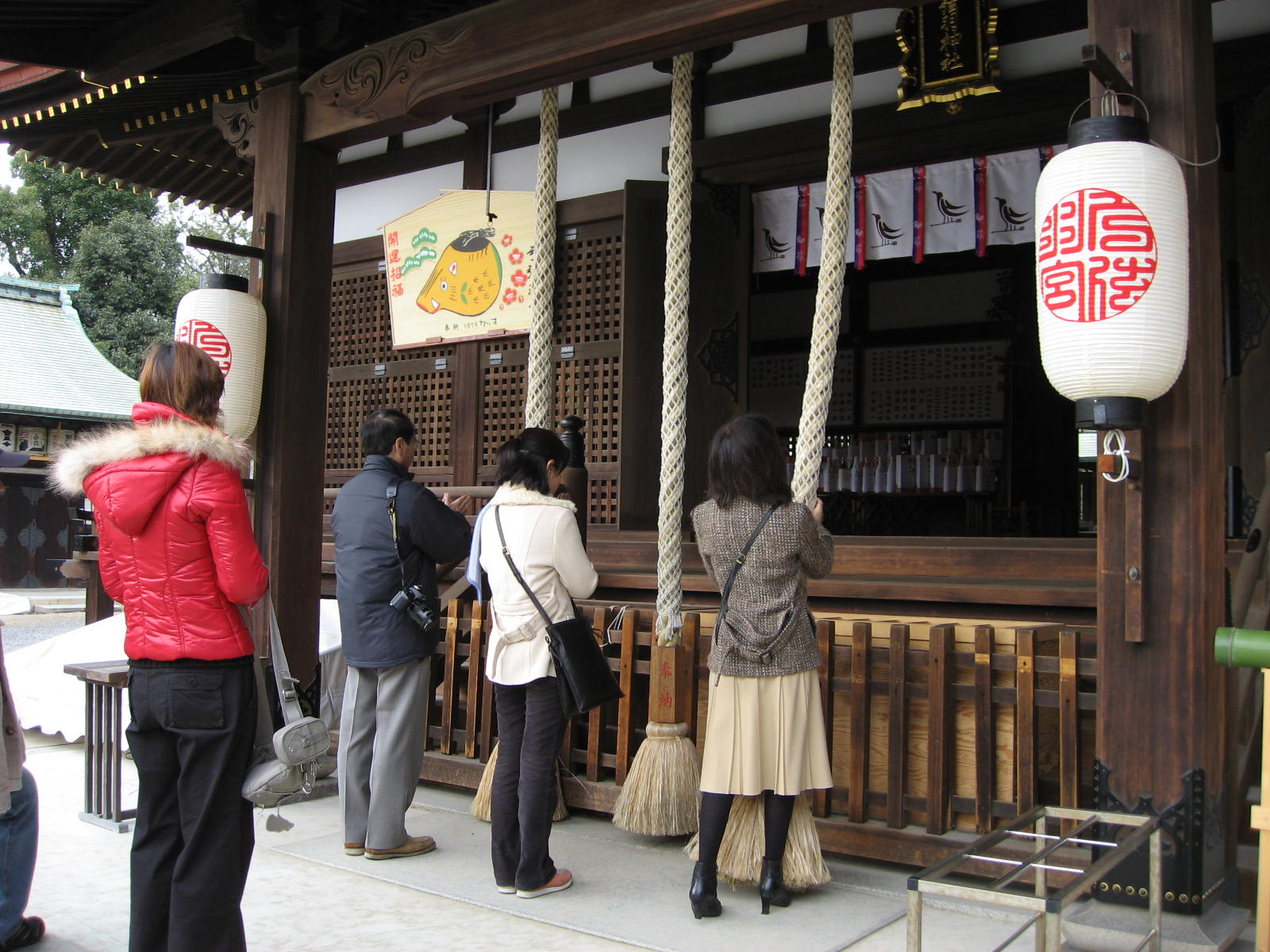
Hatsumōde am Yuzuhara-Schrein (弓弦羽神社) im Higashinada-ku (Kōbe), 2. Januar 2007

Hatsumōde (japanisch 初詣) bzw. Hatsumairi (初参り) ist ein japanischer Brauch, zum japanischen Neujahr (in der Regel am ersten Tag des neuen Jahres und meist zusammen mit der Familie oder Freunden) einen buddhistischen Tempel oder Shintō-Schrein zu besuchen. Bei dieser Gelegenheit wird für gewöhnlich um göttlichen Schutz und persönliches Glück für das neue Jahr gebetet, dem jeweiligen Heiligtum (meist nur kleine Summen) Geld gespendet und man erwirbt oft auch neue O-Mamori (Talismane).
Die Anzahl der Teilnehmer hat sich in den letzten Jahrzehnten kontinuierlich gesteigert; 1979 waren es 56 %, 1994 bereits 62 % der Bevölkerung. Heutzutage nehmen etwa drei Viertel aller Japaner am Hatsumōde teil. Tempel und Schreine verzeichnen während dieser Zeit die höchsten Besucherzahlen des Jahres, bei besonders populären Heiligtümern (u. a. Meiji-Schrein, Narita-san Shinshō-ji, Heiken-ji, Fushimi Inari-Taisha, Atsuta-jingū, Sumiyoshi-Taisha, Sensō-ji und Tsurugaoka Hachiman-gū) sind dies mehrere Millionen.
Die Ursprünge des erst in der Meiji-Zeit zu einem regelmäßigen Brauch mit landesweiter Verbreitung gewordenen Hatsumōde sind unklar, man geht aber davon aus, dass es seine heutige Gestalt vor allem aus der Vermischung älterer Onmyōdō-Bräuche, so des Toshigomori (年籠) und des Ehōmairi (恵方参 bzw. 恵方詣り) bzw. Ehōmōde (恵方詣) erhalten hat. Beim Toshigomori zieht sich der Gläubige von der letzten Nacht des alten Jahres bis zum neuen Tag in den Schrein seiner Schutzgottheit (ujigami) zurück und bleibt dort die ganze Zeit über in Gegenwart der Gottheit wach. Ehōmairi ist die Praxis, zu einem Schrein oder einem Tempel in einer glücksbringenden Himmelsrichtung (ehō) zu pilgern, um dort den glücksbringenden Göttern des neuen Jahres, den Toshigami (歳神 bzw. 年神) bzw. Toshitokujin (歳徳神 bzw. 年徳神), zu begegnen und die fluchbringenden Götter, die Tatarigami (祟り神), zu meiden.